# تاریخ هرودوت
تاریخ هرودوت یا کتاب تواریخ کتابی تاریخی است که هرودوت، مورخ یونانی، آن را نوشته است. این کتاب اولین کتاب تاریخ در جهان به‌شمار می‌رود و شامل ۹ کتاب است. شرح زندگانی ۴ پادشاه ایرانی کوروش بزرگ، کمبوجیه دوم، داریوش بزرگ، خشایارشا در تاریخ هرودوت آمده‌است. تاریخ هرودوت ابتدا در قرن پانزدهم میلادی در اروپا از یونانی به زبان لاتین ترجمه شد. هنری راولینسون شرق‌شناس معروف و کاشف خط میخی که در دورۀ پادشاهی محمدشاه قاجار مربی نظامی در فوج کرمانشاه بود، ضمن همین خدمت به کاوش و پژوهش در زمینهٔ کشف خط میخی همت گماشت و سرانجام موفق شد. اندکی پس از آنکه او توانست خط میخی را بخواند، برادرش جورج راولینسون از آن اکتشاف مهم تاریخی بهره گرفت و اولین ترجمهٔ کامل انگلیسی تاریخ هرودوت را با حاشیه‌ها و توضیحات در چهار جلد منتشر کرد.
نخستین ترجمهٔ مختصر تاریخ هرودوت به زبان فارسی زیر نظر اعتماد السلطنه وزیر مطبوعات دولت ناصری در تهران به چاپ رسید. ترجمهٔ دیگری و آن نیز هم مختصراً از روی نسخه‌ای که در ایام جنگ جهانی دوم در لندن چاپ شده بود توسط وحید مازندرانی و با مقدمهٔ عباس اقبال در سال ۱۳۲۴ شمسی در تهران منتشر شد. سپس در سال‌های ۱۳۴۱–۱۳۳۸ دانشگاه تهران ترجمهٔ تازه‌ای مبتنی بر متنی فرانسوی به اهتمام هادی هدایتی در ۵ جلد تا کتاب ششم تاریخ هرودوت انتشار داد. سرانجام در سال ۱۳۵۶ خورشیدی هر ۹ کتاب تاریخ هرودوت توسط وحید مازندرانی از زبان انگلیسی به فارسی ترجمه و چاپ شد.
کشف اسرار تاریخ ایران در زمان هخامنشیان بیش از هر چیز دیگر مدیون کتاب تاریخ هرودوت است. هر چند این کتاب به اقتضای زمان و احوال مؤلف نقایصی دارد ولی در عهد جدید اکثر انتقادات به نفع هرودوت است و رویهم رفته محققان او را مورخی صادق و صمیمی دانسته‌اند.

## ویژگی‌های تاریخ هرودوت
کتاب تواریخ نخستین تاریخ جهان است که دربارهٔ آداب و رسوم اقوام و ملیت‌های گوناگون سخن گفته و مجموعاً ۹ کتاب یا فصل است. گرچه هرودوت کتابش را تقسیم‌بندی نکرد ولی در دورهٔ رنسانس آن را به ۹ کتاب یا فصل‌های مختلف تقسیم کردند و هریک را به نام یک میوز خواندند. این تقسیمات گاهی با محتوای گزارش خود وفق ندارند ولی در هر صورت اکنون کاربردی سنتی یافته‌اند و سبب می‌شوند تا مراجعه به مطالب کتاب آسان شود. از ۹ کتاب او سه کتاب به آسیای صغیر، مصر، میان‌رودان، ایران و سوریه و سرزمین‌های مجاور آن، کتاب چهارم دربارهٔ سکاها و کتاب پنجم تا نهم به جنگ‌های ایران و یونان اختصاص دارد.
در تواریخ سخن از جنگی بزرگ می‌رود که میان ایران و یونان درگرفت. هرودوت می‌کوشد به این پرسش که چرا ملت‌های مذکور با یکدیگر به منازعه پرداختند پاسخ دهد. او برای چنین منظوری لازم می‌بیند علاوه بر شرح داستان جنگ، از تاریخ، رسوم، مذهب و فرهنگ این دو قوم نیز سخن گوید.
از دیدگاه مدرن، تواریخ شامل ابعاد تاریخ‌نگاری، قوم‌نگاری، جغرافیا و توپوگرافی و همچنین حکایات، شایعات، افسانه‌ها و اسطوره‌هاست. رویدادهای کتاب هرودوت از زمان پهلوانان اسطوره‌ای آغاز می‌شود و به نبرد یونانیان و خشایارشا ختم می‌شود. هرودوت پس از شرحی کوتاه از دوران افسانه‌ای، درگیری بین لیدی‌ها و یونانی‌ها را بیان می‌کند و سپس هنگامی که کرزوس به‌دست کوروش بزرگ شکست خورد، امپراتوری هخامنشی مبنای کار هرودوت می‌شود. او در شرح حوادث، مرتباً به وقایع آینده یا گذشته گُریز می‌زند و افزون بر این، این تکنیک را نه‌تنها در شرح رویدادهای تاریخی بکار می‌برد بلکه در استفاده از مطالب جغرافیا و قوم‌نگاری نیز از آن استفاده می‌کند. هرگاه قوم یا شخص مهمی برای نخستین بار در کتاب مطرح می‌شود، هرودوت تاریخچهٔ خاص او را تا دورترین زمان ممکن دنبال می‌کند. اثر هرودوت به گفتهٔ خودش، بررسی دلایل وقوع جنگ بین ایرانیان و یونانیان است که درگیری بین خشایارشا و یونانیان، یک سوم از حجم تواریخ را تشکیل می‌دهد. تواریخ با گزارش فتح شهر سستوس توسط یونانیان در سال ۴۷۹ پیش از میلاد به پایان می‌رسد؛ بنابراین هرودوت تاریخ معاصرش را شرح نمی‌دهد زیرا اثر وی در دههٔ ۴۲۰ پیش از میلاد منتشر شد. در نتیجه، او واقعه‌نگار نبوده‌است.

## پژوهش‌های معاصر
مورخین معاصر نیز در باب هرودوت اظهار نظرهایی نموده‌اند که حاصل بررسی‌های آن‌ها در آثار او و تطبیق با شواهد تاریخی و باستان‌شناسی، به این نتیجه رسیده‌اند که باید در به‌کارگیری اخبار و اطلاعات مورخین کلاسیک دربارهٔ مادها و هخامنشیان، که به وسیله هرودوت به آن‌ها منتقل شده، محتاط بود و تمام این اظهارات را نپذیرفت.
امروزه با مقایسه تاریخ هرودوت با دیگر منابع تاریخ ماد و پارس روشن شده است که هرودوت در نگارش تألیف خود بیشتر از منابع کتبی، به منابع شفاهی تکیه داشته است. خود این مورخ به این نکته اذعان دارد که اخبار خود را از مطلعان شنیده است. منتقدان گفته‌اند که احتمالاً خود هرودوت در نگارش تاریخ ماد، از اظهارات یکی از اخلاف هارپاگ (کسی که در سقوط پادشاهی ماد نقش مؤثری داشته است) سود جسته که اطلاعات موثق اما یکجانبه‌ای در اختیار گذاشته است؛ بنابراین می‌توان گفت به رغم امانتداری و انصافی که هرودوت به خرج داده، به دلیل غرض ورزی راویان تاریخ هرودوت، اطلاعات او خالی اطمینان و وثوق نیست.
یکی دیگر از اشکالات گزارش‌های هرودوت این است که وی با وجود دسترسی به منابع متعدد، غالباً تنها یکی از آن‌ها را که به نظرش به حقیقت نزدیکتر بوده است را ذکر کرده است؛ بنابراین، اعتماد صِرف به برداشت‌های تاریخی او، به ویژه دربارهٔ تاریخ وقایع، همواره امری ناشایست است. بر همین اساس، هرودوت مدت فرمانروایی مادها را ۱۲۸ سال ذکر کرده است که با واقعیت موجود منطبق نیست و به دلیل همین اشتباه، تاریخ وقایع پس از آن نیز نادرست به نظر می‌رسد. همین اشکال در ارقامی که هرودوت نقل می‌کند نیز به چشم می‌خورد؛ مثلاً ۲۲ سال پادشاهی فرورتیش را ۲۸ سال ذکر کرده است و از این قبیل ارقام مصنوعی در گزارش‌های او به کرات دیده می‌شود.
راویان اخبار مربوط به تاریخ هخامنشیان نیز گاه آگاهی‌های نادرست و آلوده به غرض در اختیار هرودوت قرار داده‌اند. برای مثال، بنا بر برداشت‌ها و استنباط‌های هرودوت، از منشأ هخامنشیان، که متکی بر اخبار و شنیده‌های وی در سده پنجم پیش از میلاد است، کشورگشایی‌های کوروش را شبیه خونی‌های قبایلی ذکر می‌کند که برای غارت و کسب غنیمت به سرزمین‌های دیگر می‌تاخته‌اند. در حالی که شواهد دیگر از دوره‌های پس از هرودوت نشان می‌دهند که واقعیت امر چنین نبوده و پارس‌ها صرفاً قبایل چادرنشین نبوده‌اند، زیرا گزنفون اصلاحات نظامی گسترده‌ای را به پارس‌ها نسبت می‌دهد: سازماندهی فرماندهی سپاه بر اساس نظام ده نفری، تجهیز نیروی سواره نظام و ارابه سواران؛ بنابراین و با چنین سازمان دهی نظامی نمی‌توان نظر هرودوت را مبنی بر اینکه پیروزی کوروش بر مادها حاصل تصادف و بخت و اقبال و ناشی از خیانت‌های اطرافیان آستیاگ بوده است به آسانی پذیرفت. منابع دیگر، از جمله اسناد بابلی، بسیاری از آگاهی‌های هرودوت را مورد تردید قرار داده‌اند. با این حال شگفت آن است که هرودوت چه در دوران باستان و چه در عصر حاضر، به اتهام طرفدارای از شرق و از آسیایی‌ها (بربرها) مورد حمله قرار گرفته است. گروهی وی را افسانه پرداز و داستان ساز خوانده‌اند. پلوتارک، مورخ سده نخست میلادی، کتابی تحت عنوان غرض ورزی هرودوت تألیف نمود. گروهی از دانشمندان معاصر نیز در رد وی نظر داده‌اند. می‌توان گفت در واقع هر جا که هرودوت با اشخاص مطلع و درستکار ارتباط داشته، نوشته‌های او با اسناد باستان‌شناسی و یافته‌های جدید هماهنگ و منطبق است.
تألیف‌های هرودوت در ۹ جلد صورت گرفته است و هر جلد را به یکی از خدایان تاریخ، موسیقی، کمدی، تراژدی، رقص، شعر، ستارگان و بیان اختصاص داده است. وی در تألیف آثار خود از آثار مورخینی نظیر هکاته سود جسته است، اما مآخذ اساسی وی بیشتر خود وی و نقل قول‌هایی است که مستقیم یا غیرمستقیم از دیگران شنیده است.
اصولاً مورخین معاصر، معتقدند که هرودوت همواره مسائل مهم تاریخی را با افسانه پردازی آمیخته است. هرودوت دوران کودکی و رشد کوروش را بر اساس افسانه‌های عامیانه و غیرواقعی نقل می‌کند. دربارهٔ زندگی کوروش هر سه روایت که به گفته خود او از مطلعین پارسی که خواسته‌اند صرفاً حقیقت را بیان کنند، و نیز روایاتی که از ژوستین و نیکلای دمشقی به نقل از کتزیاس ارائه می‌دهد، بی تردید زاییده مقاصد سیاسی و تبلیغاتی است.
در جای دیگر، هرودوت در شرح نخستین آشنایی پارسیان با یونان، از طریق طبیب دربار داریوش، دموکدس، می‌پردازد. این طبیب یونانی که مورد توجه خاص آتوسا، همسر داریوش بود، مأموریت یافت تا با گروهی از ایرانی‌ها برای شناسایی یونان به آن ناحیه برود. اما هرودوت این موضوع را با افسانه‌هایی درآمیخته است. اصولاً مورخین معاصر، معتقدند که هرودوت همواره مسائل مهم تاریخی را با افسانه پردازی آمیخته است. هرودوت دوران کودکی و رشد کوروش را بر اساس افسانه‌های عامیانه و غیرواقعی نقل می‌کند. دربارهٔ زندگی کوروش هر سه روایت که به گفته خود او از مطلعین پارسی که خواسته‌اند صرفاً حقیقت را بیان کنند، و نیز روایاتی که از ژوستین و نیکلای دمشقی به نقل از کتزیاس ارائه می‌دهد، بی تردید زاییده مقاصد سیاسی و تبلیغاتی است.
برخی زمان‌بندی‌های و سال‌هایی که هرودوت ارائه نموده نادرست است. از جمله آن‌ها می‌توان به تاریخ لشکرکشی کوروش به لیدی یا تاریخی که در باب شورش بابل در زمان داریوش ارائه می‌کند، گزارشی که دربارهٔ لشکرکشی داریوش علیه سکاهای اروپا ارائه داده است گفت.
هرودوت در نقل ارقام و اعداد دقت لازم را به کار نبرده است. در لشکرکشی داریوش علیه سکاها تعداد کشتی‌های داریوش ۶۰۰ فروند و سپاهیان ایران ۷۰۰ هزار تن بدون محاسبه نیروی دریایی است. ارقام ناوگان پارسی و کشته شدگان جنگ ماراتن تخیلی است.

## یکاهای طول در کتاب
واحدهای اندازه‌گیری طول در یونان باستان شامل موارد زیر بود:
۱. ستاد (Stade): واحد اصلی طول، معادل ۱۷۷٫۰۶ متر.
۲. تقسیمات ستاد:
- پا (Foot): 296 میلی‌متر.
- آرنج (Cubit): 444 میلی‌متر.
- توآز (Toise) یا ارژی (Orgyia): 1.776 متر.
- پلتر (Plethron): 29.6 متر.
- انگشت (Digit): 18 میلی‌متر.

۳. سکن (Schoinos): واحد مصری معادل ۶۰ ستاد (۱۰٫۶۵۶ کیلومتر)، اما ممکن است دقیق نباشد.
۴. پارازانژ (Parasang)**: واحد پارسی معادل ۳۰ ستاد (۵٫۳۲۸ کیلومتر).
نکات تکمیلی:
- واحدهای اندازه‌گیری در یونان باستان بر اساس اندازه‌های بدن انسان تعریف می‌شدند و در مناطق مختلف متفاوت بودند.
- هردوت گاهی در بیان اندازه‌ها دچار اشتباه می‌شد.
- تبدیل این واحدها به سیستم متریک تقریبی است و ممکن است در منابع مختلف اختلاف وجود داشته باشد.

این اطلاعات نشان می‌دهد که چگونه واحدهای اندازه‌گیری در تمدن‌های باستانی شکل گرفته و در متون تاریخی استفاده می‌شدند.

## محتویات

### کتاب یکم (کلیو)
- تجاوز یو، ائوروپه، و مده‌آ، که پاریس را برای ربودن هلن متقاعد کردند. جنگ تروآ پس از آن به‌عنوان درگیری‌های بعدی میان اروپا و آسیا شناخته می‌شود. (۱.۱–5)[۱۷]
- کولخیس، کولخیس و مده‌آ. (1.2.2–۱٫۲٫۳)
- فرمانروایان لیدیه (در ساحل غربی آناتولی، امروزه ترکیه): کاندول، ژیگس، سادیاتس، الیاتس، کرزوس (۱.۶–7)
- چگونگی تصاحب پادشاهی از کاندول توسط گیگز. (۱.۸–13)
- خواننده آریون بر دلفین سوار شد. (۱.۲۳–24)
- پاسخ سولونبه پرسش کرزوس مبنی بر نتیجهٔ جنگ با پارس‌ها. (۱.۲۹–33)
- تلاش‌های کرزوس برای نجات جان پسرش آتیس(۱.۳۴–44)
- آزمایش کرزوس از پیش‌گویی (۱.۴۶–54)
- پاسخ پیتیا به کرزوس دربارهٔ اینکه آیا به پارس حمله کند یا نه. (معروف است به آبها آن): اگر حمله کنی، پادشاهی بزرگی نابود خواهد شد.
- ظهور و سقوط پیزیسترات به‌عنوان جبار آتن (۱.۵۹–64)
- ظهور اسپارت (۱.۶۵–68)
- نبرد هالیس؛ پیشگویی خورشیدگرفتگی ۲۸ مه ۵۸۵ پیش از میلاد توسط تالس (۱.۷۴)
- شکست کرزوس توسط کوروش بزرگ، و چگونگی تبدیل او به‌عنوان مشاور کوروش(۱.۷۰–92)
- شاهان ماد: دیاکو، فرورتیش، هووخشتره، ایشتوویگو، کوروش بزرگ (۱.۹۵–144)
- ظهور دیوکس در ماد
- تلاش ایشتوویگو برای نابودی کوروش و به‌قدرت رسیدن کوروش
- فریب‌خوردن هارپاگ در خوردن گوشت پسرش، شورش او علیه آستیاگ و همکاری با کوروش
- فرهنگ ایرانی
- تاریخ و جغرافیای ایونیا و حملهٔ هارپاگ به آن
- تسلیم پاکتیئس به پارسیان
- فرهنگ امپراتوری آشور، مخصوصاً طراحی و توسعهٔ بابل و شیوهٔ زندگی مردمان آن
- حملهٔ کوروش به بابل
- حملهٔ ناموفق کوروش به ماساگت، و مرگ او

## نسخه‌های انتقادی
- C. Hude (ed.) Herodoti Historiae. Tomvs prior: Libros I-IV continens. (Oxford 1908)
- C. Hude (ed.) Herodoti Historiae. Tomvs alter: Libri V-IX continens. (Oxford 1908)
- H. B. Rosén (ed.) Herodoti Historiae. Vol. I: Libros I-IV continens. (Leipzig 1987)
- H. B. Rosén (ed.) Herodoti Historiae. Vol. II: Libros V-IX continens indicibus criticis adiectis (Stuttgart 1997)
- N. G. Wilson (ed.) Herodoti Historiae. Tomvs prior: Libros I-IV continens. (Oxford 2015)
- N. G. Wilson (ed.) Herodoti Historiae. Tomvs alter: Libri V-IX continens. (Oxford 2015)

## ترجمه‌ها

### فارسی
- هرودوت (۱۳۳۹). تاریخ هرودت‌. ترجمهٔ هادی هدایتی. تهران: مؤسسه انتشارات دانشگاه تهران.
- هرودوت (۱۳۴۳). تاریخ هرودوت. ترجمهٔ غلامعلی وحیدمازندرانی. تهران: انتشارات بنگاه ترجمه و نشر.
- هرودوت (۱۳۸۹). تاریخ هرودوت. ترجمهٔ مرتضی ثاقب‌فر. تهران: اساطیر.
- هرودوت (۱۳۹۳). تاريخ هرودوت : مادها و هخامنشيان تا فرجام كوروش كبير. ترجمهٔ اسماعیل سنگاری. تهران: بنگاه ترجمه و نشر كتاب پارسه.

### انگلیسی
- Henry Cary (judge), 1849: full text Internet Archive
- George Rawlinson, 1858: in classics.mit.edu full text of all books (Book I to Book IX)
- George Campbell Macaulay, 1904: full text, vol. 1, full text, vol. 2 Project Gutenberg
- Alfred Denis Godley, 1921: full text, librivox audiobook, vol. 1, librivox audiobook, vol. 2, librivox audiobook, vol. 3
  - A. D. Godley Herodotus: The Persian Wars: Volume I: Books 1–2 (Cambridge, MA 1920)
  - A. D. Godley Herodotus: The Persian Wars: Volume II: Books 3–4 (Cambridge, MA 1921)
  - A. D. Godley Herodotus: The Persian Wars: Volume III: Books 5–7 (Cambridge, MA 1922)
  - A. D. Godley Herodotus: The Persian Wars: Volume IV: Books 8–9 (Cambridge, MA 1925)
- Aubrey de Sélincourt, 1954 excerpts بایگانی‌شده  در ۴ مه ۲۰۱۵ توسط Wayback Machine;1972, 1996, 2003, revised once by A. R. Burn, and twice by John Marincola
- Harry Carter, 1958
- David Grene, 1985
- Walter Blanco and Jennifer Tolbert Roberts, 1992
- Robin Waterfield, 1998
- Shlomo Felberbaum, 2003 – work in progress: full text
- Andrea L. Purvis, 2007, ed. by Robert B. Strassler
- Tom Holland, 2013 [پیوند مرده]
- Pamela Mensch, with notes by James Romm, 2014